# Sommer-Paralympics 2020/Paratriathlon
Bei den Sommer-Paralympics 2020 in Tokio wurden in insgesamt acht Wettbewerben im Paratriathlon Medaillen vergeben. Die Entscheidungen fielen am 28. und 29. August 2021 im Odaiba Marine Park.

## Klassen
Bei den paralympischen Triathlonwettbewerben 2020 wurde zwischen vier Klassen je Geschlecht unterschieden.

## Ergebnisse Männer

### PTWC
| Platz | Land | Athlet             | Zeit (h) |
| ----- | ---- | ------------------ | -------- |
| 1     | NED  | Jetze Plat         | 0:57:51  |
| 2     | AUT  | Florian Brungraber | 0:59:55  |
| 3     | ITA  | Giovanni Achenza   | 1:02:05  |
| 4     | NED  | Geert Schipper     | 1:03:01  |
| 5     | FRA  | Ahmed Andaloussi   | 1:04:45  |

Datum: 29. August 2021

### PTS4
| Platz | Land | Athlet                     | Zeit (h) |
| ----- | ---- | -------------------------- | -------- |
| 1     | FRA  | Alexis Hanquinquant        | 0:59:58  |
| 2     | JPN  | Hideki Uda                 | 1:03:45  |
| 3     | ESP  | Alejandro Sanchez Palomero | 1:04:24  |
| 4     | CHN  | Wang Jiachao               | 1:04:54  |
| 5     | CRO  | Antonio Franko             | 1:05:49  |

Datum: 28. August 2021

### PTS5
| Platz | Land | Athlet          | Zeit (h) |
| ----- | ---- | --------------- | -------- |
| 1     | GER  | Martin Schulz   | 0:58:10  |
| 2     | GBR  | George Peasgood | 0:58:55  |
| 3     | CAN  | Stefan Daniel   | 0:59:22  |
| 4     | USA  | Chris Hammer    | 0:59:28  |
| 5     | BRA  | Ronan Cordeiro  | 1:01:22  |

Datum: 29. August 2021

### PTVI
| Platz | Land | Athlet                | Zeit (h) |
| ----- | ---- | --------------------- | -------- |
| 1     | USA  | Brad Snyder           | 1:01:16  |
| 2     | ESP  | Hector Catala Laparra | 1:02:11  |
| 3     | JPN  | Satoru Yoneoka        | 1:02:20  |
| 4     | FRA  | Thibaut Rigaudeau     | 1:02:48  |
| 5     | USA  | Kyle Coon             | 1:03:00  |

Datum: 28. August 2021

## Ergebnisse Frauen

### PTWC
| Platz | Land | Athletin                | Zeit (h) |
| ----- | ---- | ----------------------- | -------- |
| 1     | USA  | Kendall Gretsch         | 1:06:25  |
| 2     | AUS  | Lauren Parker           | 1:06:26  |
| 3     | ESP  | Eva Maria Moral Pedrero | 1:14:59  |
| 4     | BRA  | Jessica Ferreira        | 1:16:23  |
| 5     | MEX  | Brenda Osnaya Alvarez   | 1:16:32  |

Datum: 29. August 2021

### PTS2
| Platz | Land | Athletin              | Zeit (h) |
| ----- | ---- | --------------------- | -------- |
| 1     | USA  | Allysa Seely          | 1:14:03  |
| 2     | USA  | Hailey Danz           | 1:14:58  |
| 3     | ITA  | Veronica Yoko Plebani | 1:15:55  |
| 4     | GBR  | Fran Brown            | 1:19:42  |
| 5     | USA  | Melissa Stockwell     | 1:21:25  |

Datum: 28. August 2021

### PTS5
| Platz | Land | Athletin           | Zeit (h) |
| ----- | ---- | ------------------ | -------- |
| 1     | GBR  | Lauren Steadman    | 1:04:46  |
| 2     | USA  | Grace Norman       | 1:05:27  |
| 3     | GBR  | Claire Cashmore    | 1:07:36  |
| 4     | CAN  | Kamylle Frenette   | 1:10:09  |
| 5     | UKR  | Alissa Kolpaktschi | 1:13:29  |

Datum: 29. August 2021

### PTVI
| Platz | Land | Athletin          | Zeit (h) |
| ----- | ---- | ----------------- | -------- |
| 1     | ESP  | Susana Rodriguez  | 1:07:15  |
| 2     | ITA  | Anna Barbaro      | 1:11:11  |
| 3     | FRA  | Annouck Curzillat | 1:11:45  |
| 4     | GBR  | Alison Peasgood   | 1:11:47  |
| 5     | CAN  | Jessica Tuomela   | 1:12:53  |

Datum: 28. August 2021